# Roger de Cannes
Pour les articles homonymes, voir Saint Roger, Roger et Cannes (homonymie).
Roger de Cannes (° vers 1060 - † 1129), est un saint de l'Église catholique romaine qui a vécu dans le sud de l'Italie au XIIe siècle. Il est fêté le 30 décembre, comme indiqué par le Martyrologe romain. Il est l'un des patrons de l'archidiocèse de Trani-Barletta-Bisceglie. 

## Histoire et tradition
Nous ne connaissons quasiment rien de la jeunesse de Roger. En raison de son prénom, « Roger », inhabituel dans la région à cette époque, on a pensé qu'il pourrait être d'origine normande, mais c'est incertain. Il fut évêque de Cannes (Cannae en latin, Canne en italien) en Italie, sa ville natale.
Il a vécu et subi les ravages de la guerre, ravages causés lors des nombreuses rébellions des barons normands refusant notamment l'autorité de Robert Guiscard. C'est ainsi qu'en l'an 1083, Cannes fut ravagée et rasée par Guiscard afin de punir la rébellion de son neveu Herman, comte de la cité.
Saint Roger se montra serviable envers la population de la cité en souffrance, allant chercher lui-même pieds-nus dans la campagne environnante de quoi la nourrir.
Certains documents de cette période montrent que le saint évêque était souvent consulté par les papes Gélase II et Pascal II de régler certaines questions de droit et de réprimer la rivalité entre les églises et les communautés.
Il est décédé le 30 décembre 1129, et fut enterré dans la cathédrale de Cannes.
Ses reliques sont maintenant vénérées dans la ville voisine de Barletta, qui annexa Cannes en 1303, à la suite de son abandon progressif.

### Articles liés
- Diocèse de Cannes (it)
- Archidiocèse de Trani-Barletta-Bisceglie
- Conquête normande de l'Italie du Sud